# Lugula
Lugula (sum. lú-gu-la) – słabo znany władca sumeryjskiego miasta-państwa Lagasz. Znany jest jedynie ze swej pierwszej „nazwy rocznej”: „Rok w którym Lugula (został) władcą” (mu lú-gu-la énsi). 